# Marshall (Minnesota)
Marshall – miasto w Stanach Zjednoczonych, w stanie Minnesota, siedziba administracyjna hrabstwa Lyon.